# 서울잠전초등학교
서울잠전초등학교(서울蠶田初等學校)는 대한민국 서울특별시 송파구에 있는 공립 초등학교이다.

## 학교 연혁
- 1981년 11월 26일: 개교
- 2021년 11월 26일: 개교 40주년

## 참고 자료
- 서울잠전초등학교 - 한국교육학술정보원 학교알리미